# 袁其朋
袁其朋，北京化工大学教授，主要从事天然产物的生物合成与代谢调控、天然产物的先进分离提取工艺等方面的研究工作。入选中华人民共和国教育部2009年度"长江学者"特聘教授。曾就读于清华大学。

## 以袁其朋的名字命名的细菌
- 袁其朋氏菌属 Qipengyuania Feng et al. 2015[2]